# Incantesimi di Harry Potter
Nel mondo magico di Harry Potter, creato dalla scrittrice britannica J. K. Rowling, la magia viene generalmente esercitata sotto forma di incantesimi, evocati attraverso le bacchette magiche. Gli incantesimi possono essere utilizzati per molti scopi, dall'evocazione di luce o fuoco, allo spostamento di oggetti, fino all'inflizione di dolore o morte. L'autrice ha coniato la maggior parte delle formule magiche facendo riferimento alla lingua latina.

## Caratteristiche

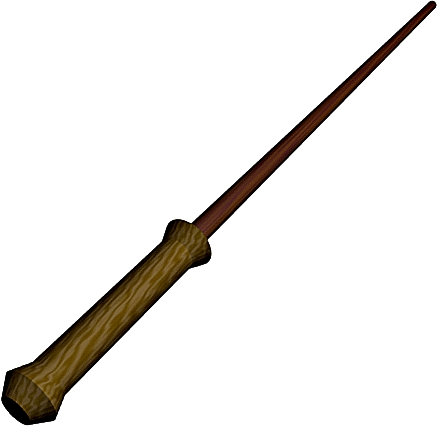
Rappresentazione di una bacchetta magica

La magia nel mondo di Harry Potter è scagliata solitamente sotto forma di incantesimi, che aggiungono a oggetti qualità che prima non avevano oppure assolvono a uno specifico compito come l'apertura di porte, la levitazione di oggetti o la generazione di luce. Ogni incantesimo ha una determinata formula, che va pronunciata impugnando ed eventualmente agitando la bacchetta magica; è tuttavia possibile utilizzare la magia anche senza pronunciare la formula come nel caso dei bambini che, ancora ignari di essere maghi, riescono comunque a praticare piccole magie anche se non le sanno controllare o di maghi particolarmente abili che sanno praticare incantesimi non verbali o li eseguono solo pensando la formula magica.
Molte formule legate agli incantesimi derivano prevalentemente da parole di origine latina, similmente a molte altre parole e motti della saga. L'autrice commentò: «Mi piace pensare che i maghi usino questa lingua morta come una lingua viva».

## Incantesimi

### Aguamenti
L'incantesimo Aguamenti è utilizzato per produrre un getto d'acqua dalla bacchetta. Pur essendo un incantesimo relativamente facile, ad Hogwarts è studiato solo al sesto anno. Nel videogioco del Calice di fuoco appare un incantesimo molto simile, Aqua Eructo, capace di emettere getti d'acqua anche distruttivi, con una potenza variabile.

### Ardemonio
L'Ardemonio (Fiendfyre) è un fuoco evocato mediante un incantesimo oscuro, in grado di distruggere anche gli Horcrux. È costituito da fiamme che, una volta evocate, aumentano continuamente di intensità e temperatura ed assumono la forma di belve feroci come chimere, serpenti e draghi. Viene utilizzato da Vincent Tiger nei Doni della Morte contro Harry, Ron ed Hermione nella Stanza delle necessità, generando un rogo che distrugge la stanza stessa ed il diadema di Corvonero e che uccide Tiger stesso, il quale, dopo aver eseguito l'incantesimo, non riesce a tenerlo sotto controllo.

### Incantesimo di apertura
L'incantesimo di apertura è una magia in grado di aprire le porte chiuse a chiave. La formula è Alohomora, che in un dialetto dell'Africa occidentale significa "amico dei ladri". È un incantesimo di livello standard, infatti Hermione è in grado di utilizzarlo già al primo anno; è possibile incantare le serrature in modo da renderlo inefficace. Viene utilizzato per la prima volta da Hermione nel primo libro per aprire la porta che conduce al corridoio del terzo piano dove è rinchiuso Fuffi.

### Incantesimo di appello e di esilio
L'incantesimo di appello (summoning charm) viene utilizzato per richiamare oggetti, apparentemente senza limiti di distanza. La formula è Accio, che in latino significa "io richiamo", spesso seguita dal nome dell'oggetto che si vuole attirare. Gli oggetti appellati sfondano i muri e le porte che trovano lungo il percorso e possono essere trattenuti anche a mani nude; è inoltre possibile incantare gli oggetti per impedire che vengano appellati. Viene appreso dagli studenti di Hogwarts al quarto anno, quando Harry lo utilizza nella prima prova del Torneo tremaghi per appellare la sua Firebolt dalla torre di Grifondoro al recinto dei draghi. Il suo opposto è l'Incantesimo di esilio, utilizzato per allontanare gli oggetti da sé; nei libri la formula non è nominata, mentre nei film e nei giochi è Depulso.

### Incantesimo Confundus
L'incantesimo Confundus (Confundus charm) è una fattura che causa una grande confusione al bersaglio, facendogli dimenticare informazioni o sbagliare certi movimenti. La formula è Confundo, che deriva dal latino confundere, ossia "confondere". È possibile confondere anche gli oggetti, come fatto da Barty Crouch Jr. per far credere al Calice di fuoco che al Torneo tremaghi partecipino quattro scuole anziché tre e forzarlo a scegliere Harry come unico candidato di un'ipotetica quarta scuola.

### Incantesimo di disarmo

Lo scontro tra l'Avada Kedavra di Voldemort e l'Expelliarmus di Harry nel quarto film

L'incantesimo di disarmo (disarming charm) serve a far volar via dalle mani di una persona un oggetto, solitamente un'arma. La formula è Expelliarmus: questa nasce dall'unione dell'inglese arcaico expel, stante per "cacciar via", e dal latino armus, da cui deriva la parola inglese arm, significante sia "braccio" che "arma"; il significato sarebbe quindi "cacciare via l'arma". È un incantesimo difensivo di base; Harry lo utilizza molto spesso poiché non ferisce il bersaglio, sebbene talvolta possa scaraventarlo via per diversi metri. Viene mostrato per la prima volta da Severus Piton su Gilderoy Allock nel secondo libro durante un'esercitazione di duello; nonostante la semplicità dell'incantesimo, con esso Harry riesce a fuggire da Voldemort nel quarto libro e a sconfiggerlo definitivamente nel settimo.

### Incantesimo di disillusione
L'incantesimo di disillusione (disillusionment charm) è una magia in grado di rendere invisibile il bersaglio, facendogli assumere il colore e la consistenza di ciò che si trova dietro di lui. La sensazione che prova Harry sotto l'effetto dell'incantesimo è quella di essere avvolto da un fastidioso gelo umido. Alcuni maghi particolarmente capaci, come Voldemort o Silente, sono in grado di generare un incantesimo di disillusione così potente da rendersi perfettamente invisibili; talvolta questo incantesimo viene gettato su un mantello per creare un Mantello dell'Invisibilità, ma al contrario di quello originale questi tendono a perdere di efficacia con il tempo, sbiadendosi.

### Incantesimo di estensione
L'incantesimo di estensione (extension charm) è una formula in grado di ampliare notevolmente le dimensioni interne di un oggetto o di una stanza senza modificare quelle esterne: la vecchia Ford Anglia di Arthur Weasley, ad esempio, pur sembrando una normale auto a cinque posti da fuori, è in grado di ospitare comodamente tutta la famiglia Weasley più Harry con tanto di bauli e valigie per Hogwarts. L'incantesimo inoltre riduce notevolmente il peso degli oggetti contenuti nello spazio incantato, permettendo così di trasportare una gran quantità di materiale molto facilmente: Hermione, usando questo incantesimo sulla sua borsetta, ha potuto trasportare in essa una gran quantità di libri, pozioni e una tenda da campeggio, a sua volta incantata e arredata, senza difficoltà. La formula, mai menzionata nei libri e rivelata in seguito dall'autrice, è Capacious extremis.

### Incantesimo di legilimanzia
L'incantesimo di legilimanzia, la cui formula è Legilimens, è un incantesimo che serve a leggere nella mente delle persone, mostrando i ricordi e i pensieri del bersaglio all'utilizzatore. È una magia complessa da eseguire, che richiede una notevole esperienza e capacità soprattutto nel districarsi tra i pensieri altrui, altrimenti si ottiene la visione di ricordi confusi e casuali. È possibile contrastarlo tramite l'Occlumanzia. Questo incantesimo è stato apposto sul Cappello parlante, donandogli la facoltà di leggere nella mente degli studenti per scoprirne il carattere e le potenzialità.

### Incantesimo di levitazione
L'incantesimo di levitazione (levitating charm) è una magia che permette di far fluttuare e spostare gli oggetti. La formula è Wingardium Leviosa: wingardium è l'unione di wing, ossia "ala" in inglese, e di ardium, storpiatura di arduus, ossia "alto" o "altura"; leviosa, invece, deriva da levitate, ossia "levitare". È uno degli incantesimi di base, tra i primi che si imparano ad Hogwarts; non sembra vi siano limiti di peso riguardo agli oggetti da far levitare. La formula deve essere pronunciata eseguendo un ben preciso movimento, descritto dal professor Vitious come un "agitare e colpire" con la bacchetta.

### Incantesimo di memoria
L'incantesimo di memoria è un incantesimo per cancellare o modificare i ricordi. La formula è Oblivion, che deriva dal latino medievale obliviscor, che significa "io dimentico". L'incantesimo è spesso utilizzato dal Ministero della Magia per cancellare i ricordi dei babbani che incappano in qualche avvenimento magico (in quanto, per legge, l'esistenza della magia deve essere rigorosamente tenuta segreta ai babbani): esiste infatti una squadra di maghi specializzati, chiamati "Obliviatori", adibita allo scopo. Con questa magia, inoltre, Gilderoy Allock è riuscito a crearsi una falsa immagine di eroe prendendosi i meriti di imprese compiute da altri maghi, ai quali ha poi modificato la memoria; provando a fare lo stesso a Harry e Ron nella camera dei segreti con la bacchetta rotta di Ron, essa gli ritorce contro l'incantesimo, causandogli un'amnesia irreversibile.

### Incantesimo di ostacolo
L'incantesimo di ostacolo (impediment jinx) è una fattura per bloccare o rallentare il bersaglio. La formula è Impedimenta, plurale della parola latina impedimentum, ossia "impedimento", "ostacolo". Harry lo apprende per prepararsi al Torneo Tremaghi.

### Incantesimo delle pastoie
L'incantesimo delle pastoie (bind curse) è una fattura che blocca i movimenti avversari, irrigidendo le gambe legandole assieme. La formula è Locomotor Mortis. È un incantesimo di base, tanto che Draco Malfoy riesce a eseguirlo su Neville Paciock già al primo anno. Esiste una variabile, detta incantesimo delle pastoie total-body (full-body bind curse), che paralizza completamente il bersaglio; in questo caso la formula è Petrificus Totalus. La formula deriva dal greco petros, ossia "pietra", e dal suffisso latino -ficus, che denota l'azione di "fare qualcosa"; il totalus è una storpiatura del latino medievale totalis, ossia "totale": il significato sarebbe quindi "pietrificare completamente".

### Incantesimo di riparazione
L'incantesimo di riparazione serve, appunto, a riparare o ricostruire un oggetto. La formula è Reparo, letteralmente "io riparo", "aggiusto", talvolta preceduta dal nome dell'oggetto che si intende aggiustare. L'incantesimo può riparare verosimilmente qualsiasi cosa, sebbene abbia dei limiti: non può aggiustare oggetti distrutti dalla magia oscura o da sostanze altamente distruttive, come il veleno di basilisco. Non è possibile, inoltre, usarlo per riparare le bacchette magiche danneggiate, eccezion fatta per quando è scagliato dalla bacchetta di sambuco.

### Incantesimo di rivelazione
L'incantesimo di rivelazione, citato nel sesto libro anche come "Rivelaincanto di Scarpin", serve a rivelare segreti e incantesimi dissimulati presenti su di un oggetto o una persona, oltre che a mostrare da quali ingredienti è composta una pozione. La formula è Revelio. Esistono delle varianti di questo incantesimo: lo Specialis Revelio, presumibilmente più potente dell'incantesimo base, utile a rivelare gli incantesimi su oggetti e pozioni, e l'Homenum Revelio, utilizzato per rivelare la presenza di una persona eliminandone gli eventuali travestimenti magici.

### Incantesimo tagliuzzante
L'incantesimo tagliuzzante (severing charm) serve a lacerare o recidere oggetti, generalmente tessuti, ma può essere usato anche per causare lievi ferite da taglio. La formula è Diffindo, ossia in latino "io divido" o "spezzo in due". Può essere usato anche per spaccare materiali come vetro o ghiaccio.

### Incanto Fidelius
L'incanto Fidelius (Fidelius charm) è una magia particolarmente complessa che serve a nascondere un'informazione dentro una persona vivente, detta Custode segreto. L'informazione viene resa impossibile da scoprire o trovare a meno che il Custode non la riveli volontariamente; è inoltre impossibile forzare il Custode a rivelare il segreto attraverso metodi di tortura o con la Legilimanzia. Nel caso in cui l'informazione nascosta sia l'indirizzo di una casa, ad esempio, questa risulterebbe impossibile da rintracciare finché non vi si avvicina qualcuno che ne conosce l'ubicazione: in quel momento la casa apparirebbe semplicemente dal nulla. Quando il Custode segreto muore, tutti coloro a cui ha rivelato l'informazione diventano nuovi Custodi, diminuendo così l'efficacia dell'incantesimo. Un incanto Fidelius è stato usato sulla casa di Lily e James Potter con Peter Minus come Custode segreto, il quale però li ha traditi consegnandoli a Voldemort, e sul 12 di Grimmauld Place con Albus Silente come Custode. Nel settimo libro le case dei membri dell'Ordine della Fenice vengono anch'esse poste sotto l'incantesimo. Fidelius deriva dal latino fidelis, ossia "fidato".

### Incanto Patronus

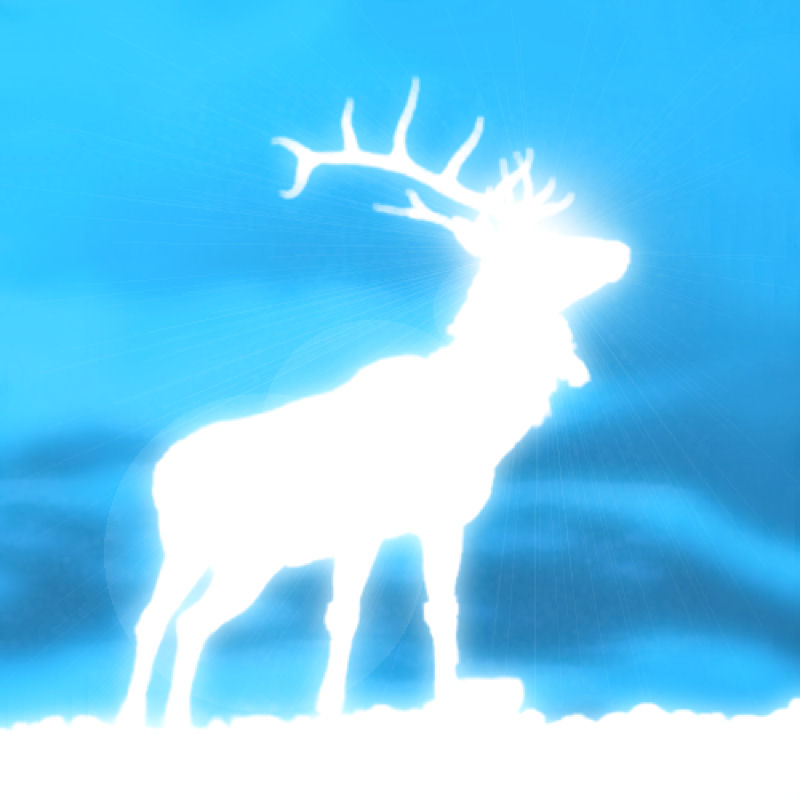
Rappresentazione del Patronus di Harry

L'incanto Patronus è una magia molto complessa e difficile da eseguire, che costituisce l'unica difesa nota contro i dissennatori. La formula è Expecto Patronum, che deriva dall'unione delle parole latine expecto, ossia "aspetto" o "attendo", e patronum, ossia "patrono" o "protettore", quindi significa letteralmente "aspetto un protettore". Oltre a pronunciare la formula, nell'eseguire l'incantesimo è necessario concentrarsi su un ricordo o un'idea particolarmente felice: il Patronus è composto da felicità pura e porta i dissennatori, che si nutrono di emozioni positive, ad accanirsi su di esso anziché su chi lo evoca. Se l'incantesimo viene eseguito correttamente il Patronus ha un aspetto corporeo, assumendo l'aspetto di una forma fisica di colore argentato ben definita: generalmente il Patronus di una persona è un animale che rispecchia la sua personalità, anche se l'aspetto può cambiare in base alle emozioni del mago, solitamente a seguito di un forte shock emotivo. La maggior parte dei maghi non è in grado di produrre un Patronus corporeo, limitandosi a produrre una nebbia argentea informe che tiene lontani i dissennatori, senza però scacciarli. È inoltre possibile inviare messaggi attraverso un Patronus corporeo, il quale li riporta parlando con la voce di chi lo ha evocato. Viene insegnato a Harry da Remus Lupin al terzo anno.

### Incanto Proteus
L'incanto Proteus è un incantesimo che consente di legare due o più oggetti in maniera tale che, se uno viene modificato in qualsiasi modo, gli altri subiscono le stesse modifiche. L'incantesimo è giudicato di livello elevato e viene generalmente utilizzato per inviare messaggi o segnali. L'incantesimo è stato apposto sul Marchio Nero dei mangiamorte da Lord Voldemort, in maniera tale che, toccandone uno, gli altri bruciano per segnalare ai suoi seguaci di dirigersi immediatamente da lui. Viene utilizzato anche da Hermione nel quinto libro per comunicare ai membri dell'Esercito di Silente le date degli incontri attraverso dei galeoni finti.

### Incanto Reversus
L'incanto Reversus è una formula utilizzata per far mostrare ad una bacchetta l'ultimo incantesimo eseguito. La formula è Prior Incantatio ed evoca una sorta di "fantasma" dell'incantesimo. L'immagine viene fatta svanire con l'incantesimo Deletrius, dal latino deleo, "io cancello". Esiste un effetto simile che si manifesta quando si scontrano due bacchette con il nucleo proveniente dalla stessa creatura, chiamato anch'esso Prior Incantatio (Priori Incantatem nell'originale). La formula deriva dal latino prior, "precedente", e "incantare".

### Incendio
L'incantesimo Incendio serve a generare fiamme; la formula deriva dal latino incendia, ovvero "fuoco". È un incantesimo relativamente semplice, utilizzato tra le altre cose per accendere i camini della Metropolvere; può essere tuttavia utilizzato con finalità distruttive, come fatto dai Mangiamorte per dare fuoco alla capanna di Hagrid nel sesto libro.

### Levicorpus
Il Levicorpus è un incantesimo che serve a far fluttuare in aria una persona a testa in giù, come se fosse appesa per le caviglie. È stato inventato da Severus Piton e scritto sul suo libro di pozioni, con accanto la sigla n-vbl, ossia "non verbale" ("non-verbal"), a indicare che deve essere utilizzato senza pronunciare la formula. Il controincantesimo è Liberacorpus.

### Lumos e Nox

Rappresentazione animata di un incantesimo Lumos

L'incantesimo Lumos fa illuminare la punta della bacchetta come se fosse una torcia. Nei film sono presenti delle variabili di questo incantesimo: il Lumos Solem, che produce della luce simile a quella solare, e il Lumos Maxima, che genera una luce più intensa di quella dell'incantesimo base. Per spegnere la luce si usa la formula Nox. I due incantesimi derivano dal latino: Lumos deriva da lumen, ossia "luce", e dal suffisso -os, stante per "avere qualcosa"; la traduzione approssimativa quindi sarebbe "avere luce". Nox, invece, è la traduzione latina di "notte".

### Maledizioni Senza Perdono
Le Maledizioni Senza Perdono sono tre potenti maledizioni che si chiamano così in quanto il loro uso su di un essere umano comporta la reclusione a vita ad Azkaban; Barty Crouch ha tuttavia concesso agli Auror la facoltà di usarle durante la prima ascesa al potere di Voldemort. Le tre maledizioni sono l'Avada Kedavra, la Maledizione Cruciatus e la Maledizione Imperius: la prima compare sin dal primo libro, come unico ricordo che Harry ha della morte dei suoi genitori, ma il nome e il funzionamento vengono spiegati, assieme a quelli delle altre due, solo nel quarto libro.

#### Avada Kedavra
L'Avada Kedavra, noto anche come "Anatema che uccide", è un incantesimo che causa la morte istantanea e senza danni fisici del soggetto colpito. L'incantesimo deriva da un'antica formula in lingua aramaica, abhadda kedhabhra, che significa approssimativamente "sparisci con questa parola", usata anticamente dai maghi in Medio Oriente per scacciare le malattie e che, probabilmente, è origine anche della celebre Abracadabra utilizzata dai moderni prestigiatori. L'incantesimo produce un vivido lampo verde, seguito da un rumore come di una presenza che incombe dall'alto. Per scagliarlo con successo occorre un grosso potenziale magico e una forte intenzione di uccidere. Tra tutti gli incantesimi, è l'unico di cui si dice esplicitamente che non può essere bloccato in nessun modo; l'unico essere vivente mai sopravvissuto ad esso è Harry Potter.

#### Maledizione Cruciatus
La Maledizione Cruciatus è un incantesimo oscuro che causa dolore estremo a chi ne è bersaglio. La formula è Crucio, che in latino significa letteralmente "io torturo". L'utilizzo eccessivo di questa maledizione su una persona può portarla alla pazzia, come successo a Frank e Alice Paciock, torturati fino a perdere il senno da Bellatrix Lestrange. Affinché la maledizione sia efficace, ci deve essere un'autentica volontà sadica di causare dolore da parte dell'utilizzatore. Quando Harry viene sottoposto a questo supplizio da Voldemort nel quarto libro, gli sembra di essere trafitto da coltelli incandescenti su tutto il corpo e che perfino le ossa siano in fiamme.

#### Maledizione Imperius
La Maledizione Imperius è un incantesimo che permette a chi lo utilizza di assumere il controllo totale delle facoltà intellettuali, delle volontà e delle azioni di chi lo subisce. La formula è Imperio, derivata dal latino imperare, ossia "comandare". Chi subisce questo incantesimo ha la sensazione di avere la mente completamente vuota e leggera; è possibile contrastare la maledizione con una grande forza di volontà. L'utilizzo di questa maledizione è stato particolarmente diffuso durante i due periodi di ascesa di Voldemort, creando un clima di sfiducia tra chi si opponeva al mago oscuro, poiché è virtualmente impossibile scoprire se una persona agisce di propria volontà oppure è sotto l'effetto dell'incantesimo.

### Muffliato
Il Muffliato è un incantesimo che riempie le orecchie del bersaglio di un ronzio indistinto, utile per non essere ascoltati. È uno degli incantesimi inventati e annotati nel suo libro di pozioni da Severus Piton con lo pseudonimo di principe mezzosangue. La formula deriva dall'inglese muffle, che significa "imbottire qualcosa in modo da attutire il suono".

### Riddikulus
Il Riddikulus è un incantesimo utilizzato per contrastare i mollicci. La formula deriva da una storpiatura dell'inglese ridiculous (lett. "ridicolo") o dalla parola latina ridiculum, avente lo stesso significato. Siccome il molliccio assume la forma di ciò che terrorizza di più la persona che si trova davanti, nello scagliare l'incantesimo occorre pensare a qualcosa che renda esilarante la forma che assume: ad esempio Neville, poiché per lui la creatura assume l'aspetto di Severus Piton, immagina il professore con indosso i vestiti di sua nonna.

### Schiantesimo
Lo Schiantesimo (Stunning spell) è una magia volta a stordire e a neutralizzare ("schiantare") l'avversario. La formula è Stupeficium (Stupefy nell'originale, letteralmente "stordire"), derivata dal latino stupefacere. La magia è descritta come un lampo rosso che colpisce il bersaglio, scagliandolo via e facendogli perdere i sensi. Harry la impara nel quarto libro per prepararsi al Torneo Tremaghi.

### Sectumsempra
Il Sectumsempra è un incantesimo oscuro che causa profonde lacerazioni al volto, alla gola e al petto del bersaglio, come se fosse stato colpito da spade invisibili. Le lacerazioni possono essere permanenti, come successo a George Weasley, il cui orecchio viene reciso con questo incantesimo da Severus Piton. Fu inventato proprio da Piton e annotato nel suo libro di pozioni, accanto all'annotazione "contro i nemici". L'incantesimo deriva dall'unione della parola latina sectum, che significa "lacerato", e da sempra, storpiatura della parola latina semper, ossia "sempre"; una traduzione approssimativa sarebbe quindi "reciso per sempre".

### Sortilegio Scudo
Il sortilegio Scudo (shielding charm), incantesimo Scudo nella nuova traduzione, è un incantesimo che crea uno scudo magico in grado di bloccare e riflettere gli incantesimi che gli vengono rivolti contro. La formula è Protego. Molto efficace contro incantesimi di piccola e media entità, è tuttavia inutile contro anatemi come le Maledizioni Senza Perdono. Vi sono alcune variabili di questo incantesimo, come il Protego Totalum, in grado di creare una barriera che racchiude e protegge chiunque si trovi in una certa area, e il Protego Horribilis, una versione più potente dell'incantesimo di base.